# Charles FitzCharles
Charles FitzCharles, född 1657, död 1680, känd som "Don Carlos", utnämnd till earl av Plymouth 1675, var en oäkta son till Karl II av England och Catherine Pegge.